# 粗衣蛤
粗衣蛤（学名：Beguina semiorbiculata）是算盘蛤科算盘蛤亞科粗衣蛤屬的一种。

## 分佈
本物種為印度洋和太平洋海區分部的種類，分佈於南中國海周邊的新加坡、越南北部與慶和省的平新郡、中国大陆的廣西的潿洲島和北部灣、海南新盈、三亞、新村，還有琉球及菲律賓等地均有分佈。
常栖息在潮下带、生活在浅海有活的珊瑚礁的海底。這些粗衣蛤以足絲附著於底層，有時僅露出末端，潮間帶經常有水的水窪中（潮池）也能發現。